# Języki celtyckie
     Pierwotny zasięg kultury halsztackiej i lateńskiej
     Zasięg języka luzytańskiego o nieokreślonej przynależności genetycznej
     Maksymalny zasięg języków celtyckich w Europie i Azji Mniejszej
     Zasięg języków celtyckich w średniowieczu
     Współczesny zasięg języków celtyckich

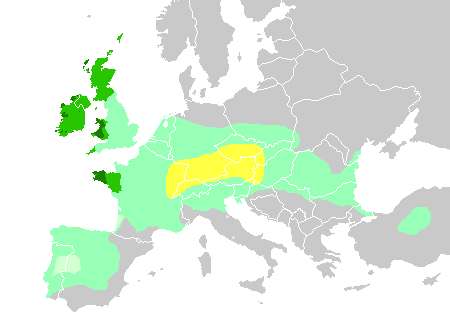
Maksymalny i współczesny zasięg języków celtyckich
Pierwotny zasięg kultury halsztackiej i lateńskiej
Zasięg języka luzytańskiego o nieokreślonej przynależności genetycznej
Maksymalny zasięg języków celtyckich w Europie i Azji Mniejszej
Zasięg języków celtyckich w średniowieczu
Współczesny zasięg języków celtyckich

Języki celtyckie – grupa językowa w obrębie języków indoeuropejskich, wywodząca się z rekonstruowanego języka praceltyckiego. Określenia „celtyckie” wobec tych języków użył po raz pierwszy Edward Lhuyd w 1707. Języków celtyckich dawniej używano na rozległym obszarze, obejmującym znaczne połacie zachodniej i południowej Europy oraz Azję Mniejszą, obecnie jednak mówi się nimi w peryferyjnych regionach Wysp Brytyjskich i zachodniej Bretanii, a także w skupiskach mniejszości celtyckojęzycznych na innych kontynentach.
Klasyfikacja języków celtyckich jest utrudniona, ponieważ wszystkie języki kontynentalne wymarły przed pierwszymi poświadczeniami języków wyspiarskich, więc ich wzajemne relacje są trudne do zbadania. Języki wyspiarskie dzieli się na brytańskie i goidelskie. Podziału grupy kontynentalnej nie ustalono, a ona sama jest najpewniej polifiletyczna. Funkcjonuje także odrębny podział na języki p-celtyckie i q-celtyckie, oparty na ewolucji praceltyckiego fonemu *kʷ. Oprócz języka walijskiego, wszystkie języki celtyckie są zagrożone wymarciem mimo podejmowanych wysiłków rewitalizacyjnych.
Współczesne języki celtyckie posiadają kilka rzadkich cech, takich jak mutacje nagłosowe, szyk VSO, koniugacja przyimków czy brak odrębnej formy czasownikowej o znaczeniu odpowiadającym polskiemu „mieć”.

## Etymologia
Określenie „języki celtyckie” zostało po raz pierwszy użyte przez Edwarda Lhuyda w 1707. Zauważył on podobieństwo między językami brytańskimi i goidelskimi, i postulował, że musiały one wykształcić się w kontynentalnej Europie (brytańskie – w Galii, goidelskie – na Półwyspie Iberyjskim) i zostać zawleczone na Wyspy Brytyjskie. Lhuyd stwierdził, że są to języki ludów, nazywanych przez antycznych autorów greckich Κελτοί – „Celtowie”. Co do pochodzenia wyrazu „Celt” wśród naukowców nie ma zgody. McCone proponuje derywację od pcelt. rdzenia czasownikowego *kel-o- „ukrywam, chowam”. Wymienia się także praindoeuropejskie rdzenie *ḱel- „ogrzewać” i *kel- „pchać”. Nie jest pewne, czy nazwa ma pochodzenie rodzime, czy została nadana przez Greków .

## Klasyfikacja

### Języki celtyckie a inne języki indoeuropejskie
Języki celtyckie należą wraz z językami italskimi i germańskimi do zachodniej grupy języków indoeuropejskich. Wykazuje się zbiór wspólnych innowacji gramatycznych i leksykalnych, które najprawdopodobniej są rezultatem wielowiekowego sąsiedztwa i wzajemnych wpływów. Niektóre podobieństwa między językami celtyckimi i italskimi, takie jak formy zaimków wskazujących, rozwój pie. fonemu *kʷ do *k i *p w poszczególnych językach (łac. QUATTUOR, ale osk. petora „4”), zbliżone końcówki morfologiczne stopnia najwyższego przymiotnika czy wykorzystanie syntetycznej strony biernej z morfemem *-r, skłoniły część badaczy do wysunięcia teorii o grupie italoceltyckiej (por. języki bałtosłowiańskie). Szczegółową analizę podobieństw między obiema grupami przeprowadził Calvert Watkins, jednoznacznie odrzucając teorię o ich bliższym pokrewieństwie , niemniej, badania innych naukowców, wśród nich Jaya H. Jasanoffa i Petera Schrijvera, wykazują, że wspólnych innowacji może być więcej. Związki z grupą germańską są luźniejsze, dotyczą przede wszystkim dość dużego zbioru słownictwa obecnego w najstarszych poświadczonych językach obu grup, przy czym część z tych leksemów zdaje się nie posiadać kognatów w innych językach indoeuropejskich. Do grupy zachodniej zalicza się czasem także język albański o nie do końca jasnej genezie, oraz języki bałtosłowiańskie.
Języki celtyckie są wraz z językami italskimi, germańskimi, helleńskimi, anatolijskimi i tocharskimi językami kentum. W językach tych praindoeuropejskie twarde i miękkie spółgłoski miękkopodniebienne zlały się w jeden dźwięk (np. pie. *ḱm̥tóm „100” > cyb. kantom [ˈkantom], wal. cant [kant], irl. céad [ceːd̪ˠ], w odróżnieniu od np. pol. sto [stɔ], hind. सौ [sau]). Dawnej postrzegano izoglosę kentum-satem za podstawową, świadczącą o najwcześniejszym podziale języków indoeuropejskich. Odkrycie, że język hetycki i języki tocharskie również są językami typu kentum zweryfikowało jednak ten pogląd – obecnie uważa się, że ewolucja spółgłosek miękkopodniebiennych zachodziła niezależnie od siebie w poszczególnych rodzinach językowych.
Klasyfikacja języków celtyckich jako indoeuropejskich sama w sobie nie była oczywista przed odszyfrowaniem pierwszych inskrypcji w dialektach kontynentalnych. Wynika to z faktu, że w językach wyspiarskich zaszło wiele powiązanych ze sobą na zasadzie reakcji łańcuchowych zmian fonetycznych, które znacznie oddaliły je formalnie i brzmieniowo od innych języków indoeuropejskich, szczególnie łaciny, sanskrytu i greki, których pokrewieństwo zostało zidentyfikowane jako pierwsze.

### Klasyfikacja wewnętrzna
Podział grupy celtyckiej nie został jeszcze ustalony w sposób niepozostawiający wątpliwości z powodu niewystarczającego materiału źródłowego pochodzącego z języków kontynentalnych: korpus najlepiej poświadczonego języka galijskiego obejmuje tylko około 800 w większości krótkich inskrypcji o podobnej strukturze gramatycznej. Najwięcej uwagi poświęcono jak dotąd dwóm modelom klasyfikacyjnym: „geograficznemu” (podział na języki kontynentalne i wyspiarskie) i „fonologicznemu” (podział na języki q-celtyckie i p-celtyckie). Oba modele przedstawione są poniżej.
| Model geograficzny | Model fonologiczny |
| --- | --- |
| język praceltycki - celtyckie kontynentalne - celtyberyjski - galecki - galijski - galatyjski - lepontyjski - noryjski - przedalpejski galijski - zaalpejski galijski - celtyckie wyspiarskie - brytańskie - południowo-zachodnie - bretoński - kornijski - zachodnie - kumbryjski - walijski - goidelskie - staroirlandzki † - średnioirlandzki † - irlandzki - manx †+ - szkocki | język praceltycki - q-celtyckie - celtyberyjski - galecki - goidelskie - irlandzki - manx - szkocki - p-celtyckie - brytańskie - południowo-zachodnie - bretoński - kornijski - zachodnie - kumbryjski - walijski - galijski - galatyjski - lepontyjski - noryjski - przedalpejski galijski - zaalpejski galijski |

Jako że model fonologiczny postuluje rozdział między obiema grupami wyspiarskimi, co do których wiadomo, że wykazują wiele wspólnych innowacji także w składni i morfologii , i oparty jest w zasadzie na tylko jednej, niezaskakującej zmianie fonetycznej, odchodzi się od rozciągania go na języki kontynentalne. David Stifter rezygnuje z jakichkolwiek prób wewnętrznej klasyfikacji, argumentując to brakiem odpowiednich danych. Joseph Eska natomiast, opierając się na własnych badaniach, zaproponował w 2010 nowy model drzewa genealogicznego, przedstawiony poniżej.
- język praceltycki
  - języki iberyjskie celtyckie – pierwsze odłączone od wspólnoty językowej
    - celtyberyjski
    - galecki

  - języki celtyckie przedalpejskie (w tym lepontyjski, galatyjski, noryjski)
  - języki celtyckie zaalpejskie
    - galijski zaalpejski
    - wyspiarskie
      - brytańskie
      - goidelskie

### Języki uznawane za celtyckie
Część fragmentarycznie poświadczonych języków jest lub była przez część świata nauki uznawana za języki celtyckie. Do takich należą: język liguryjski , luzytański , piktyjski  i tartesyjski . Jak dotąd (2015), udało się dosyć jednoznacznie poświadczyć celtyckość języka piktyjskiego , chociaż nie jego dalszą klasyfikację, w przypadku pozostałych trzech konsens naukowy odrzuca taką możliwość klasyfikacji.

## Historia
Szacuje się, że grupa celtycka oddzieliła się od indoeuropejskiej wspólnoty około trzech tysięcy lat przed naszą erą. Najwcześniejszą kulturą archeologiczną identyfikowaną z Celtami jest południowoniemiecka kultura pól popielnicowych i to z obszarem jej oddziaływania utożsamia się pierwotny zasięg praceltyckiego obszaru językowego. Geograficzne rozprzestrzenianie się języków celtyckich wiąże się z kolei z kulturą zachodniohalsztacką i późniejszą kulturą lateńską. Pośród zmian fonetycznych identyfikujących praceltycki wymienia się m.in. zlanie się twardych i miękkich spółgłosek miękkopodniebiennych (*ḱ, *k > *k; *ǵ, *g > *g; *ǵʰ, *gʰ > gʰ), zanik spółgłosek laryngalnych z jednoczesną zmianą brzmienia sąsiedniej samogłoski (*h1e > *e; *h2e > *a; *h3e > *o; *eh1 > *ē; *eh2 > *ā; *eh3 > *ō), utrata aspiracji spółgłosek zwartych (pie. *bʰer-o- > pcelt. *bero- „niosę”) i lenicja bądź zanik spółgłoski *p. Okres praceltycki trwał najprawdopodobniej do około 800 p.n.e. Najwcześniej bezpośrednio poświadczonym językiem celtyckim jest lepontyjski; najstarszą odnalezioną inskrypcję lepontyjską datuje się na ok. 550 p.n.e., jednak to celtyberyjski najprawdopodobniej pierwszy oddzielił się od celtyckiej wspólnoty językowej, o czym świadczą liczne zachowane w nim fonologiczne i morfologiczne archaizmy .

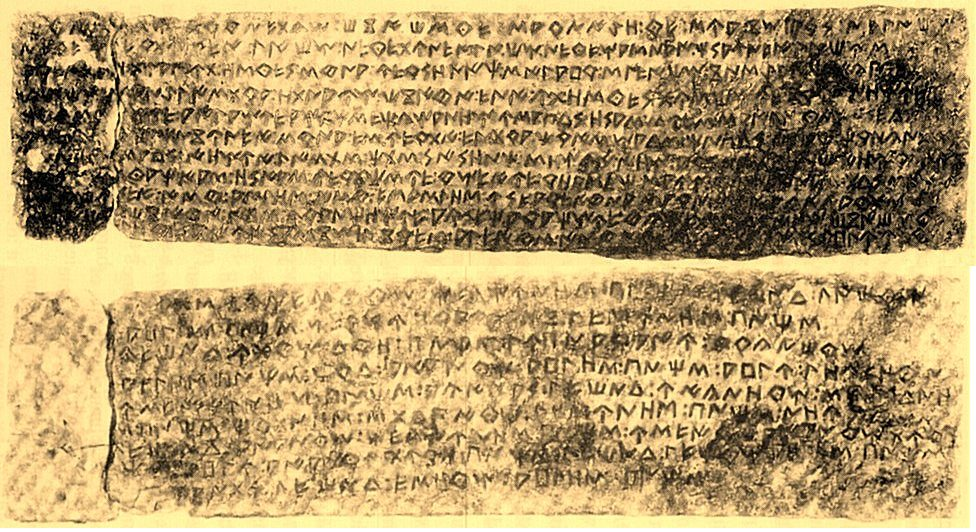
Brązowa tabliczka z Botorrity, zawierająca najdłuższą odnalezioną inskrypcję celtyberyjską, zapisaną znatywizowaną odmianą zachodniego pisma iberyjskiego.

Jako że najdawniejsza literatura Celtów miała charakter ustny, nie wykształcili oni nigdy własnego pisma, zamiast tego adaptując systemy piśmiennicze sąsiadów. Z tego powodu poświadczenia języków celtyckich są dosyć późne i mają charakter fragmentaryczny, a duża część materiału – szczególnie onomastycznego – zachowała się wyłącznie dzięki wzmiankom w źródłach pośrednich, głównie greckich i rzymskich.
W okresie starożytnym trwa ekspansja Celtów – około 278 roku p.n.e. docierają do Frygii i zasiedlają jej wschodnią część, nazywaną odtąd Galacją, a w I w. p.n.e. na Wyspy Brytyjskie, najpierw osiedlając się na Wielkiej Brytanii, a następnie także Irlandii i mniejszych wyspach archipelagu. Mimo ogromnego obszaru zajmowanego przez ludy celtyckojęzyczne, różnice dialektalne poza Półwyspem Iberyjskim nie były znaczne: określenia „język galijski” używa się często do opisania wszystkich nieiberyjskich języków kontynentalnych, a Pierre-Yves Lambert w swoim opracowaniu wyboru inskrypcji galijskich opisuje także tabliczki złorzeczące znalezione w Bath w Anglii.
Kres celtyckiej ekspansji położyły militarne sukcesy Republiki, a później Cesarstwa Rzymskiego, w wyniku których niemal cały obszar celtyckojęzyczny znalazł się w granicach państwa Rzymian.

## Liczba mówiących
| język            | liczba mówiących |
| ---------------- | ---------------- |
| walijski         | 610 000          |
| bretoński        | 300 000          |
| irlandzki        | 260 000          |
| szkocki gaelicki | 58 000           |
| kornijski        | 3 500            |
| manx             | 1 634            |